# Régis Laconi

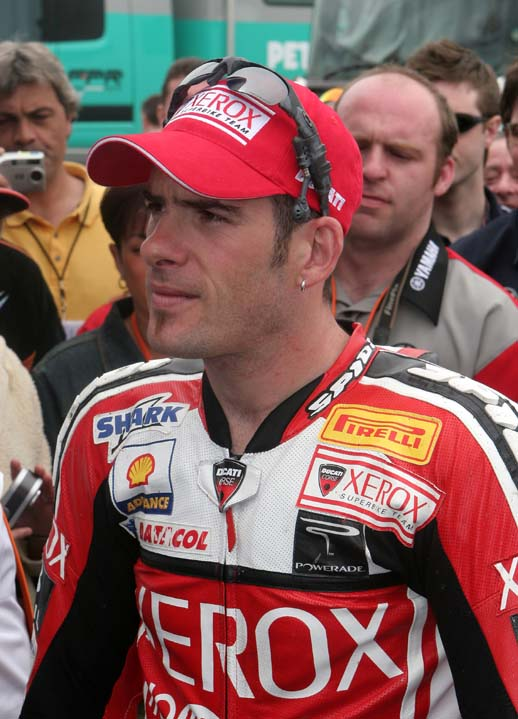
Regis Laconi 2005.

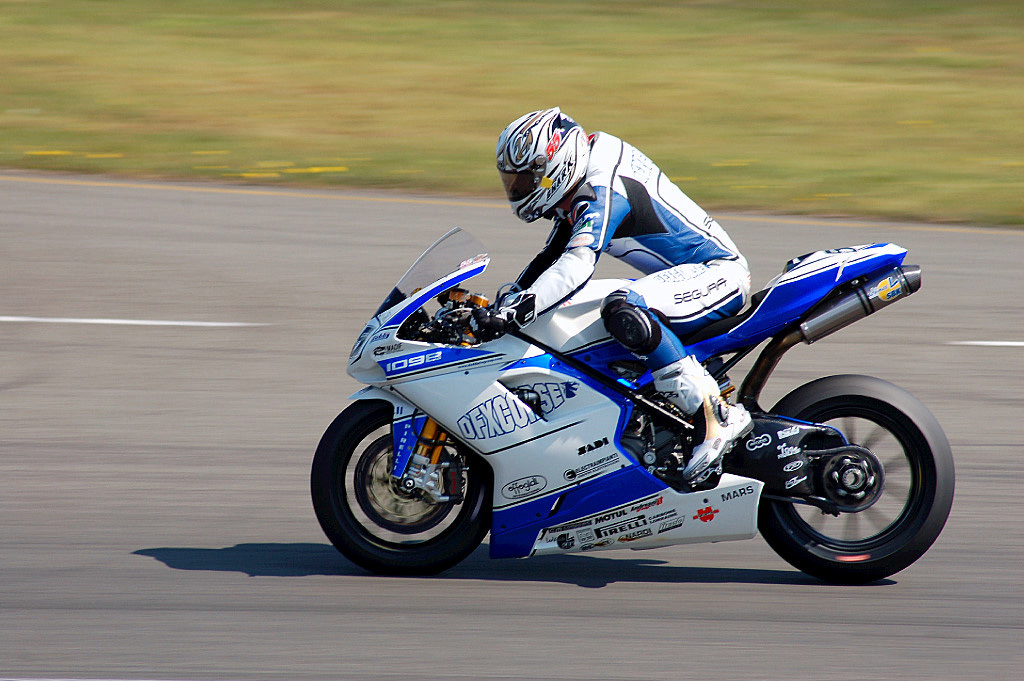
Laconi på Assen 2009.

Régis Laconi, född 8 juli 1975 i Saint-Dizier, är en fransk roadracingförare. Han var aktiv i VM-sammanhang från 1992 till 2009, främst i Superbike men även i MotoGP/500GP och de mindre Grand Prix-klasserna. Han blev tvåa i Superbike-VM 2004. Laconi tog totalt 11 heatsegrar i Superbike under karriären. Han vann även Valencias Grand Prix i 500GP Roadracing-VM 1999.
Säsongen 2009 körde han en Ducati 1098R i Superbike-VM för privatstallet Team DFX Corse efter några mindre framgångsrika säsonger på en ej konkurrenskraftig Kawasaki ZX10R. Laconi tvingades dock avsluta tävlandet efter en våldsam krasch på träningen inför Sydafrikas deltävling på Kyalamibanan 2009. Han ådrog sig allvarliga nack- och huvudskador men blev återställd efter en flerårig rehabilitering.

## Segrar 500GP
| Nr | Grand Prix | År   |
| -- | ---------- | ---- |
| 1  | Valencia   | 1999 |

## Segrar Superbike
| Nr | Bana           | Heat | År   |
| -- | -------------- | ---- | ---- |
| 1  | Imola          | 2    | 2001 |
| 2  | Phillip Island | 1    | 2004 |
| 3  | Misano         | 1    | 2004 |
| 4  | Monza          | 1    | 2004 |
| 5  | Monza          | 2    | 2004 |
| 6  | Oschersleben   | 2    | 2004 |
| 7  | Imola          | 1    | 2004 |
| 8  | Imola          | 2    | 2004 |
| 9  | Silverstone    | 1    | 2005 |
| 10 | Misano         | 1    | 2005 |
| 11 | Misano         | 2    | 2005 |